# Meißner
Meißner település Németországban, Hessen tartományban. Lakosainak száma 2916 fő (2023. december 31.). Meißner Eschwege és Berkatal községekkel határos.

## Népesség
A település népességének változása:
| Lakosok száma | 3119 | 3005 | 2998 | 2938 | 2950 | 2916 |
|               | 2014 | 2017 | 2019 | 2021 | 2022 | 2023 |